# Duplicitní obsah
Duplicitní obsah je termín používaný v oblasti optimalizace pro vyhledávače (SEO) popisuje obsah, který se objeví na více než jedné webové stránce. Duplicitní obsah může být podstatná část obsahu v rámci jedné stránky nebo mezi více stránkami. Je to úplně stejný obsah nebo velmi podobný obsah. Často jsou to verze webů pro tisk nebo s www. a bez www. Má-li web více těchto duplikovaných obsahů může být vyhledávači například penalizován.

## Typy
- Neškodný - často stránky s www. a bez www., vzniká většinou omylem
- Škodlivý - vytvořený pro zlepšení pozice ve vyhledávačí, často stovky stejných stránek